# ليزا كول زيمرمان
ليزا كول زيمرمان (بالإنجليزية: Lisa Cole Zimmerman)‏ هي لاعبة كرة قدم أمريكية، ولدت في 30 أغسطس 1969 في الولايات المتحدة. شاركت مع منتخب الولايات المتحدة لكرة القدم للسيدات.